# Міністерство державної скарбниці Польщі
Міністерство державної скарбниці Польщі (пол. Ministerstwo Skarbu Państwa Rzeczypospolitej Polskiej) — міністерство створене для адміністрування питань, пов'язаних з державною скарбницею Польщі. Утворення міністерства відбулося в 1996 під час польської адміністративної реформи 1996 року.

## Історія
Міністерство веде свою історію з Міністерства перетворення власності, створеного в 1990 для спостереження за приватизацією економіки Польщі, яка до 1990 була значно контрольована та належала комуністичному уряду Народної Республіки Польща. У сучасній Польщі, Міністерство державної скарбниці Республіки Польща відокремлене від Міністерства фінансів Республіки Польща. Однак, до 1950, сучасне польське Міністерство фінансів функціонувало під назвою Міністерство державного казначейства. У 1950 воно ліквідоване і створене нове Міністерство фінансів.
У 1996 Міністерство державної скарбниці відтворено, в обмеженому обсязі порівняно з його старою тезкою, і останнім часом розташоване поруч з Міністерством фінансів.
Міністр з 16 червня 2015 — Анджей Червіньский.